# Гірчак європейський
Гірчак європейський, або звичайний, пукас (Rhodeus amarus) — вид риб родини ахейлогнатових (Acheilognathidae). В Європі вид охороняється Бернською конвенцією.
Іноді його характеризують як підвид гірчака амурського Rhodeus sericeus amarus.

## Опис
Прісноводна бентопелагічна риба, що сягає 9,5 см завдовжки.

## Поширення
Зустрічається у прісних водах Європи: басейни Північного моря, південної Балтики, Чорного, Егейського морів (стоки Мариці та Струми); у басейні Середземного моря тільки в Роні (Франція) і басейні Дрону (Албанія, Чорногорія, Північна Македонія). Також у басейні Каспійського моря. 

## Охорона
На більшій частині ареалу стан природних популяцій виду залишається більш-менш стабільним. Саме тому він, згідно Червоного списку МСОП, отримав охоронну категорію «відносно благополучний вид». Але в окремих регіонах спостерігається тенденція до зниження чисельності популяції виду. Тому гірчак європейський занесений до Резолюції 6 Бернської конвенції, для яких Україна створює Смарагдову мережу, Додатку ІІІ цієї ж конвенції (охоронна категорія: види фауни, що підлягають охороні), а також до Директиви Європейського Союзу 92/43/ЄС «Про збереження природних оселищ та видів природної фауни і флори» (Додаток II. Види рослин і тварин, що становлять особливий інтерес для Європейського Союзу, збереження яких потребує створення територій особливої охорони).